# Gammastrahlendoppelstern
Gammastrahlendoppelstern (engl. gamma ray binary) ist die Bezeichnung einer Klasse von Doppelsternen, die Gammastrahlen mit Energien oberhalb von 200 Kiloelektronenvolt emittieren. Die höchsten bisher nachgewiesenen Energien erreichen einige hundert Gigaelektronenvolt. Die Doppelsterne bestehen aus einem kompakten Stern, einem Neutronenstern oder Schwarzen Loch in Interaktion mit einem massiven Stern.

## Eigenschaften
Bei Gammastrahlendoppelsternen kann keine Akkretionsscheibe nachgewiesen werden wie sie häufig um die verwandten Röntgendoppelsterne auftreten. Die spektralen und photometrischen Eigenschaften der Systeme sind periodisch mit der Dauer des Bahnumlaufs. Die Bahn kann stark exzentrisch sein. Alle Gammastrahlendoppelsterne emittieren auch nicht thermische Synchrotronstrahlung im Bereich der Radiostrahlung. Mit Hilfe von Very Long Baseline Interferometry zeigen sich im Radiobereich stets ausgedehnte bipolare Strukturen.

## Mechanismen zur Entstehung von Gammastrahlen in Doppelsternen
Das Gravitationspotential von Neutronensternen und schwarzen Löchern ist zwar für Röntgendoppelsterne ausreichend, nicht aber
um Gammastrahlung zu erzeugen. Als Mechanismen der Gammastrahlenerzeugung werden vermutet:
- Inverse Compton-Streuung von UV-Strahlung mit geladenen Partikeln in Pulsarwinden oder relativistischen Jets von Mikroquasaren
- Interaktion von Pulsarwinden mit Ionen aus der Scheibe um Be-Sterne
- Interaktion von Pulsarwinden mit dem Sternwind von massiven Sternen mit Massen von mehr als 15 Sonnenmassen

Diese Doppelsterne sind alle auch im Röntgenbereich als Röntgendoppelsterne bekannt. Nicht den Gammastrahlendoppelsternen zugerechnet werden symbiotische Novae wie V407 Cygni. Hier entsteht Gammastrahlung nur kurzfristig für einige Tage, wenn die ausgestoßene Materie der Nova auf den Sternwind des begleitenden Roten Riesen trifft und es während der Wechselwirkung zur Entstehung von Pionen kommt, die sofort wieder zerfallen. Ebenfalls nicht zu den Gammastrahlendoppelsternen gezählt wird der Leuchtkräftige Blaue Veränderliche Eta Carinae. Zwar ist auch dies ein Doppelsternsystem, das Gammastrahlung emittiert aufgrund einer Windinteraktion, bei der Sternwinde aus zwei Quellen miteinander wechselwirken. Da es sich aber um einen O-Stern als Begleiter des Leuchtkräftigen Blauen Veränderlichen handelt und nicht um einen kompakten Stern wird Eta Carinae nur als ein Verwandter der Gammastrahlendoppelsternen bezeichnet.

## Beispiele
Aufgrund der geringen Auflösung in der Gammaastronomie können Gammastrahlendoppelsterne meist nur identifiziert werden, wenn ein periodisches Signal, das bereits in anderen Wellenlängen entdeckt wurde, in der Gammastrahlung nachgewiesen werden konnte. Zu den bekannten Gammastrahlendoppelsterne gehören:
- Cygnus X-3
- PSR B1259-63
- LS 5039
- LSI +61° 303
- HESS J0632+057